# Timothy Lawrence Doherty

Wappen von Timothy Lawrence Doherty

Timothy Lawrence Doherty (* 29. September 1950 in Rockford) ist ein US-amerikanischer Geistlicher und römisch-katholischer Bischof von Lafayette in Indiana.

## Leben
Der Bischof von Rockford, Arthur Joseph O’Neill, weihte ihn am 26. Juni 1976 zum Priester.
Papst Benedikt XVI. ernannte ihn am 12. Mai 2010 zum Bischof von Lafayette in Indiana. Der Erzbischof von Indianapolis, Daniel Mark Buechlein OSB, spendete ihm am 15. Juli desselben Jahres die Bischofsweihe; Mitkonsekratoren waren Thomas George Doran, Bischof von Rockford, und Gerald Andrew Gettelfinger, Altbischof von Lafayette in Indiana. Als Wahlspruch wählte er The word of God is not chained. („Das Wort Gottes ist nicht in Ketten gelegt.“).